# عملية المطرقة (1997)
عملية المطرقة (بالتركية: Çekiç Harekâtı)‏ كانت عملية عسكرية عابرة للحدود نفذتها القوات المسلحة التركية في شمال العراق ضد حزب العمال الكردستاني، واستمرت العملية ما بين 12 مايو إلى غاية 7 يوليو من عام 1997.
أعلنت تركيا عن مقتل ما مجموعه 31 فردا من ثلاثة ضباط و 24 جنديا و 4 من حراس القرى. وأعلنت تركيا عن إصابة ما مجموعه 91 فردا من بين 5 ضباط مكلفين و 7 ضباط صف و 77 جنديا وحرسين. وأعلنت تركيا عن العدد الإجمالي للمسلحين الذين تم تحييدهم في ما مجموعه 902 قتيلا و 865 قتيلا و 37 من القبض عليهم حيا أو جرحوا. وأسفرت المواجهات بين حزب العمال الكردستاني والحزب الديمقراطي الكردستاني عن «خسائر كبيرة» بالنسبة للحزب الديمقراطي الكردستاني.